# Жабче (Волынская область)
Жабче (укр. Жабче) — село в Городищенской сельской общине Луцкого района Волынской области Украины.
До 2020 года входило в Гороховский район.
Код КОАТУУ — 0720881701. Население по переписи 2001 года составляет 429 человек. Почтовый индекс — 45753. Телефонный код — 3379. Занимает площадь 9,85 км².